# Gábrity Molnár Irén
Gábrity Molnár Irén, született Molnár Irén (Lukácsfalva, 1954. december 31. –) ny. egyetemi tanár, kisebbségkutató.

## Életpálya
Az általános iskolát Muzslyán végezte el magyar nyelven. A nagybecskereki gimnáziumban érettségizett 1973-ban, majd 1977-ben az Újvidéki Egyetem szabadkai Közgazdasági Karán közgazdász oklevelet, a Belgrádi Egyetem Politika-tudományok Karán magiszteri (1981-ben) és tudományok doktora fokozatot szerzett (1986-ban).
Főállásban (1978–2020) a Közgazdasági Karon tanított és kutatott, a kar szabadkai székhelyén, valamint az újvidéki és a bujanováci tagozatain. Ugyanott Oktatási és tudományügyi dékán-helyettes volt (1987–1989).

## Magánélete
Két felnőtt gyermek édesanyja, három unoka nagyanyja.

## Munkássága

### Oktatói tevékenység
Az Újvidéki Egyetemen 1997-ben szerzett rendes egyetemi professzori kinevezést. Oktatói tevékenysége során tíz kurzust vezetett. Többek között a Szociológia, A régió emberi erőforrásának a szociológiája, Európa Unió politikai rendszere, Európa történelme, Oktatásszociológia, Családszociológia kurzusok vezetője szerb és magyar nyelven.
A szabadkai Magyar Tannyelvű Tanítóképző Kar alapító bizottságának tagja (2003–2006) és folyamatos oktatója (2006–2020).
Vendégoktató a Szegedi Tudományegyetem, Juhász Gyula Pedagógiai Karán (Régió- és országtanulmányok (Szerbia) specializáló kurzus, 2008–2012), a Zombori Tanítóképző Kar Szabadkai Kihelyezett Tagozatán (1997–2006), az Újvidéki Egyetem Bölcsészettudományi Karán (1984–1990), a szabadkai Pedagógia Akadémián (Szociológia, Filozófia, 1978–1997).
Társkonzulens a Pécsi Tudományegyetem Közgazdaságtudományi Kar Regionális Politika és Gazdaságtan Doktori Iskolában (2009–2014) és konzulens tanár a Gábor Dénes Főiskola Szabadkai Kihelyezett Tagozatán (1997–2008).

### Tudományos tevékenység

#### Kutatási területe
Kutatási témaköre: kisebbség-, oktatás-; család-, gazdaság szociológia és az emberi erőforrás, magyarságkutatás. Tudományos projekteket koordinál, empirikus kutatásokat végez: vallásszociológiai, munkaerő, ifjúság, értelmiség, migráció, média, szórványkutatás témában is.

#### Ösztöndíjak és a főbb támogatások forrása
- Integrating (trans)national migrants in transition states (IMIG) Project of the co-operation programme SCOPES Bern; The Swiss National Science Foundation (SNSF) and the Swiss Agency for Development and Cooperation (SDC) programme “SCOPES – Scientific cooperation between Eastern Europe and Switzerland 2009-2012”. (A Svájci Nemzeti Tudományos Alapítvány (SNSF) a Svájci Fejlesztési Ügynökség és a Együttműködés (SDC) programja „Tudományos együttműködés szempontjai Kelet-Európa és Svájc között 2009-2012”)[7]
- Roma Education Fund (REF), Switzerland (2009)
- Hungary-Serbia IPA Cross-border Co-operation Programme (2012)[8]
- Társadalmi Megújulás Operatív Program (TAMOP)
- Emberi Erőforrás Fejlesztési Operatív Program (EFOP)
- Nemzetstratégiai Kutatóintézetben részmunkaidős távmunkában (2018)
- MTA Etnikai-nemzeti Kisebbségkutató Intézet, Budapest
- Magyarságkutató Tudományos Társaság, Szabadka[9]
- Regionális Tudományi Társaság, Szabadka[10]
- MTA Arany János ösztöndíja (Budapest, 2000–2005)
- MTA Határon Túli Magyar Tudományosságért Ösztöndíjprogram (Budapest, 2005–2009)
- Magyar Tudományos Akadémia Domus Kuratórium (Budapest)[11]
- Nemzeti Kulturális Alap Ismeretterjesztés és Környezetkultúra Kollégiuma (Budapest)[12]

#### Tudományos köztestületek és szervezetek
- Magyarságkutató Tudományos Társaság alapító tagja (Szabadka, 1991) és elnöke (1995–2021)[13]
- Magyar Tudományos Akadémia Külhoni Köztestületi tagja (Budapest, 2000–)[14]
- Magyar Tudományos Akadémia Magyar Tudományosság Külföldön Elnöki Bizottság tagja (Budapest, 2005–2020)[15]
- Vajdasági Magyar Akadémiai Tanács (Újvidék) alapító tagja és első alelnöke (2008–2016)[16]
- Vajdasági Magyar Tudományos Társaság alapítója (Újvidék, 1997–)[17]
- Regionális Tudományi Társaság alapítója és egy ideig alelnöke (Szabadka, 2006–)[18]
- MTA SZAB Jogtudományi Szakbizottság Politikatudományi Munkabizottság alapító tagja (Szeged, 2022–)
- Vajdaság Egyetemi Tanárainak és Tudósainak Szaktársulati alelnöke (Újvidék, 1978–1980)
- Magyar Professzorok Világszövetségének tagja (Budapest, 1998–2010)
- Magyar Professzorok Nemzetközi Szövetségének tagja (Budapest, 2010–)[19]
- Szociográfiai Műhely tagja (Magyarkanizsa, 2003–2009).

#### Bíráló bizottságok tagsága
- Vajdasági Magyar Tudományos Diákköri Konferencia (Társadalomtudományi szekció)[20]
- Vajdasági Tehetségsegítő Tanács Szabadka[21]
- Országos Tudományos Diákköri Konferencia[22]

#### Tanácsadói feladatok
- Vajdasági Autonóm Tartomány Végrehajtó Tanács Nemzeti Kisebbségek és Etnikai Csoportok Jogérvényesítési Kérdéseivel Foglalkozó Tanácsában (Újvidék, 1998–1999)
- Vajdasági Magyar Ösztöndíj Tanács tagja (Újvidék, 2007–2008)
- Magyar Nemzeti Tanács Felsőoktatási- és Tudományügyi Bizottságának tagja (Szabadka, 2003, 2010)
- Vajdasági Magyar Felsőoktatási Tanács tagja és a Tanács Tudományi Bizottságának elnöke (Újvidék, 2003-2020)
- Vajdasági Magyar Felsőoktatási Kollégium mentora (Újvidék, 2002-2010)[23]
- Vajdasági Előértékelő Bizottság, Concordia Minoritatis Hungariae (CMH iroda Szabadka)[24]

#### Alapítványok
- Pannónia Alap alapító tagja (2005/2006) Kuratóriumának tagja/elnöke (Szabadka, 2006–2012)
- Szülőföld Alap Oktatási és Szakképzési Kollégiumának tagja (Budapest, 2007–2010)
- Szekeres László Alapítvány Kuratóriumának tagja (Szabadka, 2010-2011)[25]
- Dr. Rehák László Alap alapítója/Igazgató Bizottságának tagja/elnöke (Szabadka, 1996–2013)[26]

## Publikációs eredményei
5 önálló monográfia, 34 tudományos könyvfejezet; 6 egyetemi tankönyv; 220 publikált tanulmány/cikk hazai és külföldi (Szerbia, Magyarország, Románia, Szlovákia, Hollandia, Svájc, Németország, Ausztria) szakmai és tudományos folyóiratokban; több mint 280 konferencia részvétel; mintegy 80 kutatási projektum vezetője vagy munkatársa.

### Főbb művei

#### Monográfiák
- Gábrity Molnár Irén (2023): Kutatások metszete, A vajdasági magyarok helyzetelemzése. Kiadó: Életjel Könyvek[28] 195. kötet, Sorozatszerkesztő: Dévavári Beszédes Valéria. Szabadka. ISBN 978-86-88971-50-8, COBBIS.SR–ID 112012553, 241 oldal.[29]
- Prof. Dr. Gábrity Molnár Irén (2011): Szociológiai jelenségvizsgálatok a Vajdaságban, Kiadó: Újvidéki Egyetem, Magyar Tannyelvű Tanítóképző Kar Szabadka, ISBN 978-86-87095-13-7. 176 оldal.[30]
- Gábrity Molnár Irén (2008): Oktatásunk látlelete (Oktatásszociológiai olvasmány), Kiadó: Újvidéki Egyetem, Magyar Tannyelvű Tanítóképző Kar Szabadka, Forum Újvidék, ISBN 978-86-323-0721-6. 176 оldal.[31]
- Gábrity Molnár Irén (1981): A társadalmi-politikai szervezetek és a küldöttrendszer, Szerk.: Magossy László, Kiadó: Forum Könyvkiadó, Újvidék/Novi Sad. 111 oldal.
- Gabrić-Molnar Iren (1989): Gde je akcija sindikalno organizovane radničke klase? [Hol tart a munkások szakszervezeti akciója?] 316.343.63 (497.1); Szerk. redaktor: Goran Obradović, Kiadó: Savremena administracija, Beograd. ISBN 86-387-0056-3; 104 oldal.

#### Fontosabb szaktanulmányok
- Gábrity Molnár Irén, Morvai Tünde (2018): VIII. (Kárpát-medencei) Problématérkép – nemzedéki problémák. In: Székely Levente (szerk.), Magyar fiatalok a Kárpát-medencében – Magyar Ifjúság Kutatás 2016. Kutatópont kft., Enigma 2001 Kiadó és Médiaszolgáltató Kft. Budapest, ISBN 978-963-89942-8-8. 269-313[32]
- Gábrity Molnár Irén (2017): Képzettségi helyzetkép a Vajdaságban. In. Pusztai Gabriella, Márkus Zsuzsanna (szerk.): Szülőföldön magyarul Iskolák és diákok a határon túl, Oktatáskutatás a 21. században 2. Debreceni Egyetemi Kiadó Debrecen University Press. ISSN 2559-8864, ISBN 978 963 318 635 0. 28–41
- Gábrity Molnár Irén (2014): Az ifjúságkutatások a Vajdaságban, In. Bali János, Marelyin Kiss József (szerk.) Metszetek. Külhoni magyar ifjúságkutatás 2014, Nemzetstratégiai Akadémia, Kárpát-haza Szemle 1/6. Nemzetstratégiai Kutatóintézet, Budapest. ISBN 978-615-80016-4-0, ISSN 2064-6372. 14-35.[33]
- Irén Gábrity Molnár (2014): The Bologna process in Serbia – With a Special Focus on the Situation of the Higher Esducation of Vojvodina/Der Bologna-Prozess in Serbia: Mit besonderer Berücksichtigung der Hochschulbildung in der Vojvodina. Book Chapter In: “The Bologna Process in Central and Eastern Europe” edited by Tamas Kozma at all. Studien zur international vergleichenden Erziehungswissenschaft. Schwerpunkt Europa – Studies in International Comparative Educational Science. Focus: Europe. Vo.2. DOI 10.0007/978-3-658-02333-1_9, VS Verlag | Springer Fachmedien Wiesbaden GmbH. Germany. 223–256.[34]
- Gábrity Molnár Irén (2011): Magyar nyelvű oktatás a Vajdaságban – iskolastatisztika. In: Nyelv és oktatás kisebbségben, Kárpát-medencei körkép. Kötet szerk.: Bartha Csilla, Nádor Orsolya, Péntek János. Segédkönyvek a nyelvészet tanulmányozásához 135. ISBN 9786155219061. TINTA Könyvkiadó, Budapest. 133–184.[35]
- Gábrity-Molnár Irén (2018): A pályaorientáció útvesztői. In: Pusztai Gabriella, Szigeti Fruzsina (szerk.): Lemorzsolódás és perzisztencia a felsőoktatásban. Oktatáskutatás a 21. században. 6. Debreceni Egyetemi Kiadó. 91–106. ISSN 2559-8864. ISBN 978-963-318-754-8.
- Irén Gábrity-Molnár, Zoltán Takács (2015): Hungarian-language higher education and primary teacher training in Vojvodina, In: Gabriella Pusztai et all (editors): Development of Teacher Calling in Higher Education. Higher Education & Society 5. ISBN 978-963-1233-99-5. Partium Press, Personal Problems Solution, Új Mandátum. Nagyvárad–Budapest. Romania–Hungary. 11-25.
- Irén Gábrity Molnár, Károly Kocsis, Zoltán Takács, Patrik Tátrai (2013): Migrationsprozesse in der Vojvodina und ihre Vorgeschichte. In: Bela Filep et all (szerk.): GRENZÜBERSCHREITENDE NACHBARSCHAFTEN. Klagenfurter Geographische Schriften Heft 29 (2013) 60–77. ISSN 2308-9849. ISBN 978-3-901259-11-1. Herausgeber und Verleger: Institut für Geographie und Regionalforschung der Alpen Adria Universiät Klagenfurt. Österreich. 93–115.[36]
- Tátrai Patrik, Kocsis Károly, Gábrity Molnár Irén, Takács Zoltán (2013): A Vajdaságot érintő migráció és annak történeti előzményei. In: Dr. Barta Györgyi (főszerkesztő), Itthonok-otthonok – új otthonok: migráns élethelyzetek a Vajdaságban és Magyarországon a délszláv háború után. Tér és Társadalom, 27/2. MTA KRTK Regionális Kutatások Intézete. ISSN 0237-7683 (print) ISSN 2062-9923 (elecronic). 35–54.[37]
- Váradi Monika Mária, Doris Wastl-Walter, Filep Béla, Gábrity Molnár Irén (2013): Bevezető: utak és úton levők. In: Dr. Barta Györgyi (főszerkesztő), Itthonok-otthonok – új otthonok: migráns élethelyzetek a Vajdaságban és Magyarországon a délszláv háború után. Tér és Társadalom, 27/2. MTA KRTK Regionális Kutatások Intézete. ISSN 0237-7683 (print) ISSN 2062-9923 (elecronic). 3–34.[38]

### Szakfolyóiratok és tanulmánykötetek szerkesztése

#### Tanulmánykötetek
- Társszerkesztő és szerkesztő a Magyarságkutató Tudományos Társaság szakpublikáció-sorozatában (15 kötet[39] 1998–2018)
- Társszerkesztő a Regionális Tudományi Társaság köteteiben (2006–2007)[40]
- Társszerkesztő a Vajdasági Módszertani Központ kiadványaiban (2008–2009).

#### Szakfolyóiratok szerkesztőségi tagja
- Humán Innovációs Szemle, Human Exchange Alapítvány, Kaposvár–Pécs, Pázmány Péter Katolikus Egyetem Bölcsészet- és Társadalomtudományi Kar, 2010–[41]
- Anali egyetemi tudományos folyóirat, Közgazdasági Kar, Szabadka (2019–2020)[42]
- Létünk társadalomtudományi folyóirat (1978–1995)[43]
- Új Kép pedagógiai szaklap, Szabadka (1997–)[44]
- Aracs közéleti folyóirat, Szabadka (2004–2011)[45]

## Díjak és kitüntetések
- A Magyar Érdemrend lovagkeresztje (kitüntetés Magyarország Köztársasági Elnökétől, társadalomtudományi munkásságáért, a délvidéki magyar közösség szolgálatáért, tehetséggondozásért, 2012)
- Arany János Kiemelkedő Tudományos Teljesítményért díj (Magyar Tudományos Akadémia Magyar Tudományosság Külföldön Elnöki Bizottsága, 2009)[46]
- Kisebbségekért Díj (Magyar Köztársaság, tudományos, oktatói, közéleti tevékenységéért, 2005)[47]
- Gróf Klebelsberg Kunó-emlékérem (Magyar Oktatási Miniszter, Budapest, 2000)
- Pro Facultate Díj a kar alapításában való érdemeiért (Újvidéki Egyetem,[48] 2011)